# Schefflera brevipes
Schefflera brevipes är en araliaväxtart som beskrevs av Elmer Drew Merrill. Schefflera brevipes ingår i släktet Schefflera och familjen araliaväxter. Inga underarter finns listade.